# X-ray Polarimeter Satellite

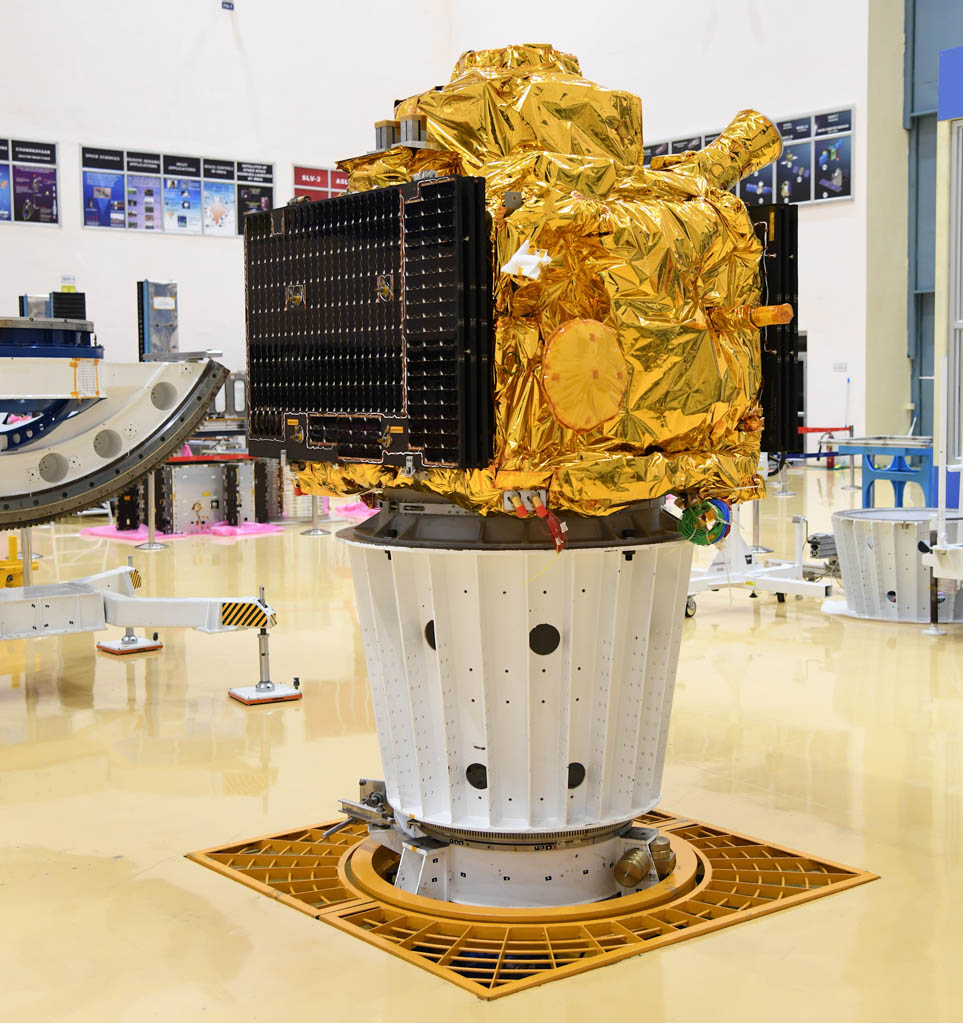
Prueba del XPoSat en tierra

El Satélite Polarímetro de Rayos X (XPoSat) es un observatorio espacial de la agencia espacial India (ISRO) para estudiar polarización de rayos X cósmicos. Fue lanzado el 1 de enero de 2024 en un cohete PSLV, y tiene una vida operativa prevista de al menos cinco años.
El telescopio fue desarrollado por el Raman Research Institute (RRI) en estrecha colaboración con el U R Rao Satellite Centre (URSC). Según ISRO, esta misión complementará los esfuerzos de la agencia espacial estadounidense NASA, que lanzó su Imaging X-ray Polarimetry Explorer (IXPE) en 2021 mediante la observación de eventos espaciales en un amplio rango de energía de 2-30 keV. 